# Sergio Méndez
Sergio de Jesús Méndez Bolanos (Santa Elena (El Salvador), 14 de fevereiro de 1942 - 18 de dezembro de 1978) foi um futebolista profissional salvadorenho, que atuava como meio-campo.

## Carreira
Sergio Méndez fez parte do elenco da histórica Seleção Salvadorenha de Futebol da Copa do Mundo de 1970, ele atuou em duas partidas. 